# Петровская волость (Верейский уезд)
Петровская волость — волость в составе Верейского, Наро-Фоминского и Звенигородского уездов Московской губернии. Существовала до 1929 года. Центром волости было село Петровское.

## История
18 апреля 1918 года Петровская волость, до этого входившая в Верейский уезд, была передана в новообразованный Наро-Фоминский уезд.
27 февраля 1922 года Верейский уезд был включён в состав Можайского уезда. Одновременно с этим была упразднена и Богородская волость — она вошла в состав новой Верейской волости.

В ходе реформы административно-территориального деления СССР в 1929 году Петровская волость была упразднена.

## Состав

### Населенные пункты
На 1905 год
- Алабино
- Афинеево
- Бережки
- Бурцево
- Владимирово
- Горки
- Добрынка
- Зверево
- Ильинское
- Кромино
- Крутилово
- Кутьменево
- Мамыри
- Мартемьяново
- Першино
- Петровское  - волостной центр
- Подосинки
- Свитино
- Семятино
- Тарасково
- Тимонино
- Хлопово
- Юшково

### Сельсоветы
По данным 1918 года в Петровской волости было 24 сельсовета: Алабинский, Апрелевский, Афинеевский, Березкинский, Бурцевский, Владимировский, Горкинский, Добринский, Зверевский, Ильинский, Кроминский, Крутиловский, Кутьменевский, Мартемьяновский, Момыринский, Петровский, Подосинковский, Светинский, Селятинский, Сырьевский, Тимонинский, Хлоповский, Чупряковский, Юшковский.
В 1921 году Алабинский, Крутиловский, Сырьевский и Хлоповский с/с были присоединены к Светинскому с/с; Апрелевский — к Момыринскому, Бурцевский, Петровский и Подосинковский — к Юшковскому, Владимировский — к Березкинскому, Горкинский и Кроминский — к Мартемьяновскому, Тимонинский — к Афинеевскому, Добринский — к Кутьеменвскому. Был упразднён Селятинский с/с.
23 октября 1922 года Наро-Фоминский уезд был упразднён. Петровская волость отошла к Звенигородскому уезду. 28 марта 1923 года к Петровской волости была присоединена часть упразднённой Рудневской волости.
По данным 1923 года в Петровской волости было 16 сельсоветов: Алабинский, Афинеевский, Бурцевский, Владимирский, Горкинский, Зверевский, Кузнецовский, Кутьменевский, Лукинский, Мартемьяновский, Мишутинский, Новиковский, Ожиговский, Федоровский, Чупряковский, Юшковский.
В 1924 году Афинеевский с/с был присоединён к Горкинскому, Бурцевский — к Юшковскому, Зверевский — к Ожиговскому, Чупряковский — к Кутьменевскому. Владимирский с/с был переименован в Ильинский, а Мишуткинский — в Глаголевский.
В 1926 году Федоровский с/с был переименован в Долгинский, а Юшковский с/с был разделён на Бурцевский и Петровский с/с.
В 1927 году были воссозданы Афинеевский и Зверевский с/с. Из части Алабинского с/с были созданы Крутиловский и Хлоповский с/с, из Глаголевского — Тимонинский, из Долгинского — Рудневский, из Ильинского — Березкинский, из Кутьменевского — Чупряковский, из Лукинского — Игнатовский, из Новиковского — Белоусовский, из Ожиговского — Рассудовский, из Петровского — Подосинковский.